# 圣热涅
圣热涅（法語：Saint-Geniez）是法国上普罗旺斯阿尔卑斯省的一个市镇，位于该省北部，属于福卡尔基耶区（Forcalquier）。该市镇2009年时的人口为96人。

## 人口
圣热涅人口变化图示
| 数据来源：INSEE |